# Вараме
Вараме (перс. ورامه) — село в Ірані, у дегестані Алішар, у бахші Харкан, шахрестані Зарандіє остану Марказі. За даними перепису 2006 року, його населення становило 277 осіб, що проживали у складі 82 сімей.

## Клімат
Середня річна температура становить 11,00 °C, середня максимальна – 30,33 °C, а середня мінімальна – -10,87 °C. Середня річна кількість опадів – 255 мм.
| Клімат поселення                              | Клімат поселення | Клімат поселення | Клімат поселення | Клімат поселення | Клімат поселення | Клімат поселення | Клімат поселення | Клімат поселення | Клімат поселення | Клімат поселення | Клімат поселення | Клімат поселення | Клімат поселення |
| Показник                                      | Січ.             | Лют.             | Бер.             | Квіт.            | Трав.            | Черв.            | Лип.             | Серп.            | Вер.             | Жовт.            | Лист.            | Груд.            |                  |
| Середній максимум, °C                         | 5,57             | 6,80             | 11,21            | 18,06            | 22,96            | 28,95            | 30,33            | 29,97            | 25,56            | 19,12            | 12,36            | 6,51             |                  |
| Середня температура, °C                       | −2,65            | −1,42            | 2,99             | 9,83             | 14,74            | 20,72            | 24,32            | 23,96            | 19,56            | 13,12            | 6,37             | 0,50             |                  |
| Середній мінімум, °C                          | −10,87           | −9,65            | −5,23            | 1,61             | 6,50             | 12,48            | 18,33            | 17,98            | 13,57            | 7,11             | 0,38             | −5,5             |                  |
| Норма опадів, мм                              | 32               | 33               | 47               | 39               | 31               | 5                | 2                | 1                | 0                | 12               | 21               | 32               |                  |
| Середньомісячна швидкість вітру, м/с          | 1.79             | 2.11             | 2.94             | 3.17             | 2.68             | 2.50             | 2.52             | 2.45             | 2.26             | 2.11             | 1.84             | 1.36             |                  |
| Середньомісячна сонячна радіація, кДж/м²·день | 8635             | 11509            | 14202            | 17704            | 21874            | 26301            | 25920            | 23440            | 19930            | 14403            | 10517            | 8517             |                  |
| --------------------------------------------- | ---------------- | ---------------- | ---------------- | ---------------- | ---------------- | ---------------- | ---------------- | ---------------- | ---------------- | ---------------- | ---------------- | ---------------- | ---------------- |
| Джерело:                                      |                  |                  |                  |                  |                  |                  |                  |                  |                  |                  |                  |                  |                  |